# Ritratto del cardinale Pietro Bembo (Tiziano Napoli)
Il Ritratto del cardinale Pietro Bembo è un dipinto a olio su tela (114×97 cm) databile al 1545-1546 circa di Tiziano e bottega, forse Orazio Vecellio, conservato nel Museo nazionale di Capodimonte a Napoli.

## Storia e descrizione
Non si hanno notizie puntuali circa la commissione dell'opera. Di certo si sa che Giorgio Vasari cita due tele di Tiziano ritraenti Pietro Bembo, umanista, poeta e letterato, nominato cardinale da papa Paolo III nel 1539. La prima, di cui si son perdute le tracce, che ritrae il cardinale all'età di quarant'anni; la seconda invece è relativa ad un dipinto in cui il cardinale viene raffigurato all'età di settant'anni circa, con barba corta e abito cardinalizio, identificata con l'unica tela oggi nota di Tiziano riprendente tale soggetto, già in collezione Barberini e oggi nel museo di Washington.
Tenendo conto delle informazioni certe da cui è possibile formulare eventuali ipotesi, la critica ha ritenuto plausibile considerare la tela oggi a Capodimonte come un'opera commissionata a Tiziano durante il breve soggiorno romano che il pittore ha avuto tra il 1545 e il 1546. A tal proposito, infatti, il cardinale Bembo, morto poco tempo dopo la redazione dell'opera, nel 1547, è registrato anch'egli a Roma in quei mesi in cui Tiziano fu chiamato alla corte di papa Paolo III Farnese, pertanto probabilmente la commessa avvenne proprio in quel contesto.
Come gran parte delle opere farnesiane compiute da Tiziano in quel periodo, anche questa al cardinale risulta redatta con una certa celerità, non completata, quasi come fosse solo abbozzata. La tela, già nelle raccolte del bibliotecario di casa Farnese Fulvio Orsini, dov'era catalogata (con una certa attendibilità) come opera di uno «scolare di Tiziano», passa poi nelle raccolte farnesiane di Odoardo, quindi al palazzo di famiglia a Roma. Nella metà del Seicento la tela fu trasferita assieme alle altre di Tiziano nelle dimore del ducato di Parma e Piacenza. Col trasferimento in terra emiliana il dipinto viene assegnato a Paolo Veronese.
Nel Settecento la collezione Farnese, e con essa anche il ritratto al cardinale, viene ereditata dapprima da Elisabetta, ultima discendente della famiglia, e successivamente dal figlio Carlo di Borbone, che nel 1734 condusse con sé tutta la raccolta d'arte emiliana a Napoli, dove assunse il titolo di re. Nella città partenopea l'assegnazione del dipinto rimane ancora al Veronese, così com'era a Parma.
Nel corso dell'Ottocento la tela fu declassata a una più generica "scuola veneziana", causa sia il cattivo stato di conservazione in cui versava; sul finire dello stesso secolo, invece, a seguito di un importante restauro che ha interessato il dipinto, l'autografia a Tiziano fu ripristinata. Nei primi del Novecento la titolarità assoluta alla mano del pittore veneziano viene ancora una volta messa in discussione, in favore di una possibile collaborazione della bottega.

## Descrizione e stile
Rispetto alla tela di Washington la versione di Capodimonte mostra il cardinale più magro e con la barba ancora più lunga, lasciando immaginare un'età avanzata rispetto alla precedente versione del 1539.
Il cardinale è raffigurato seduto, a mezzo busto con il corpo rivolto verso sinistra e il volto verso destra, tipico dei ritratti tizianeschi del periodo romano. Nella mano sinistra il Bembo tiene un libro, mentre la destra è appoggiata sul braccio della sedia; sullo sfondo si apre invece una veduta paesaggista che nei primi del Novecento la critica ha ritenuto potesse essere un paesaggio di Asolo, territorio molto caro al cardinale.
Nel suo insieme la redazione appare, secondo la critica, meno robusta ed efficace rispetto alle altre opere di Tiziano eseguite per i Farnese, con una minore attenzione ai particolari e un'inferiore carica espressiva del soggetto ritratto. Questi fattori hanno fatto ritenere che l'opera potesse essere stata eseguita in parte con un intervento della bottega, ipotizzando su tutti il nome di Orazio Vecellio, figlio di Tiziano, che durante il periodo in cui questi era a Roma (1545-1546), in cui ricade anche l'esecuzione di quest'opera, era di fatto l'unico collaboratore che andò al seguito del maestro veneziano.
Una replica antica del dipinto attribuito alla scuola veneziana è nel palazzo Frizzoni di Bergamo.

## Altre versioni

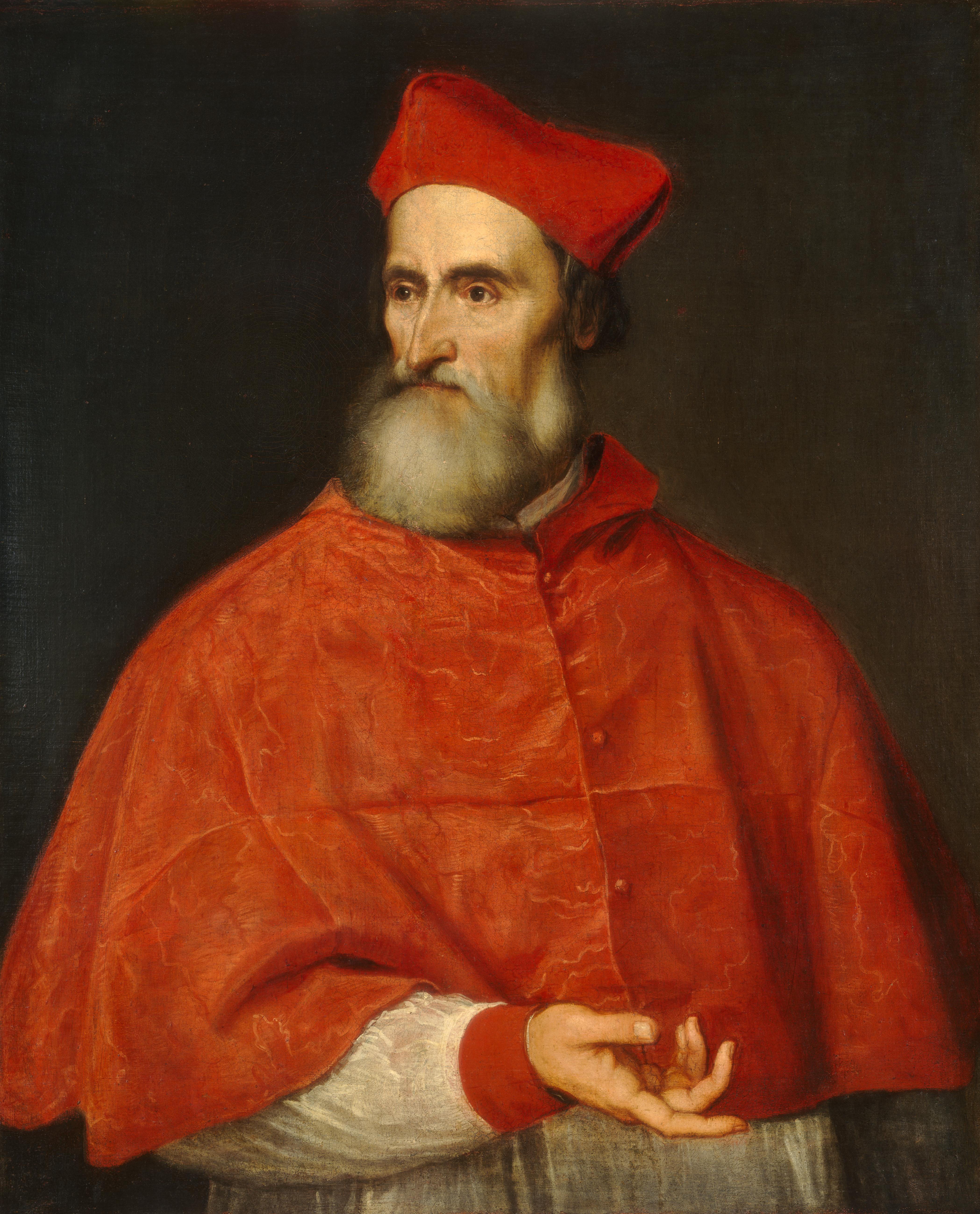
Ritratto di Pietro Bembo (1539), Tiziano - National Gallery of Art, Washington.
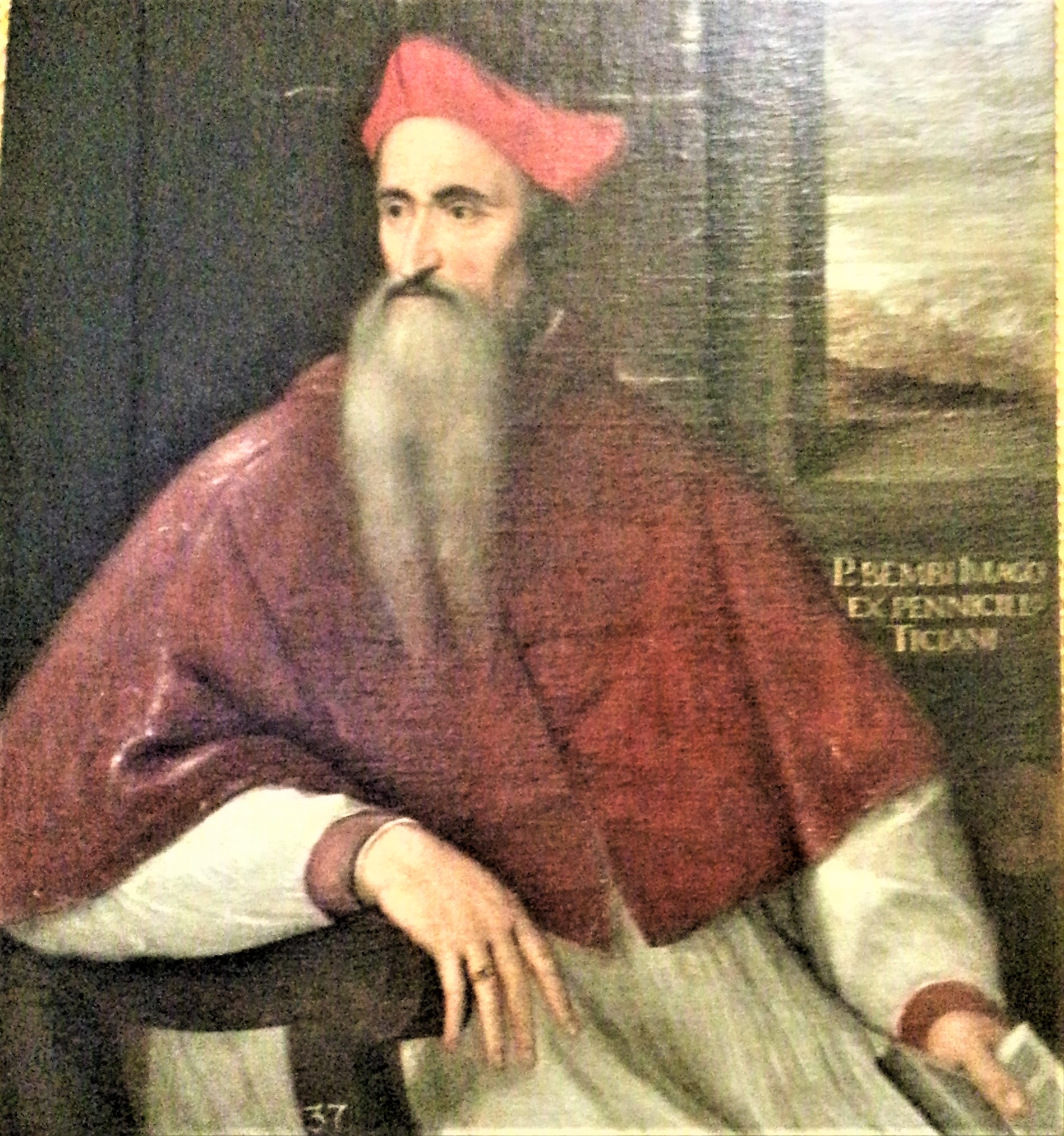
Replica antica di scuola veneziana - Palazzo Frizzoni, Bergamo.